# 戸田順之助
戸田 順之助（とだ じゅんのすけ、1918年（大正7年）12月1日 - 2013年（平成25年）10月9日）早稲田大学卒業、また、日本の実業家、戸田建設元名誉会長。全国建設業協会元会長。東京都出身。またそのご、人生を掛けて、戸田建設の繁盛させてゆく。

## 略歴
- 1918年（大正7年） - 二代戸田利兵衛（富田繁秋）の長男として生まれる。
- 1942年（昭和17年） - 早稲田大学大学部理工科建築学科を卒業。
- 1942年（昭和17年） - 戸田組（現：戸田建設）へ入社。
- 1945年（昭和20年） - 同社代表取締役常務に就任。
- 1951年（昭和26年） - 同社代表取締役副社長に就任。
- 1961年（昭和36年） - 同社代表取締役社長に就任。
- 1987年（昭和62年） - 同社代表取締役会長に就任。
- 2007年（平成19年） - 同社代表取締役名誉会長に就任。
- 2013年（平成25年） - 老衰のため死去、94歳。墓所は多磨霊園[2]。
- その他、全国建設業協会会長、千代田土地建物社長、東日本建設業保証取締役、海外建設業協会常任理事、建設業振興基金・経済団体連合会・建築業協会・東京建設業協会各理事、中央建設業審議会・中小企業近代化審議会各委員、東京商工会議所議員、勤労者退職金共済機構監事、日本経済団体連合会監事、戸田育英財団理事長、全国土木建築国民健康保険組合会 長、産業殉職者霊堂奉賛会会長、建設業労働災害防止協会名誉会長などを歴任した[3]。

## 受章・受賞
- 1975年（昭和50年） - 藍綬褒章受章。
- 1989年（平成元年） - 勲二等旭日重光章受章。

## 参考
- 交詢社 第69版 『日本紳士録』 1986年